# 한국기계산업진흥회
한국기계산업진흥회(韓國機械産業振興會, Korea Association of Machinery Industry, KOAMI)는 기계산업의 경쟁력 제고와 국제협력을 증진하며 기계산업 관련자 상호간 이익을 도모함으로써 기계산업 진흥과 국민경제의 향상과 발전에 기여하는 것을 목적으로 설립된 업종별 단체이다. 서울특별시 영등포구 은행로 37 기계회관에 위치하고 있다.

## 설립 근거
- 산업발전법 제38조[1]

## 연혁
- 1968년 8월 상공부 주최 전국기계제조자업자대회(기계품질보장촉진회) 설립
- 1969년 4월 사단법인 한국기계공업진흥회로 개편
- 1979년 6월 기계회관 준공(본관)
- 1980년 8월 일본 동경사무소 설립
- 1981년 10월 기계공업진흥법 제15조에 의거 특별법인으로 개편
- 1984년 5월 산업설비수출촉진 업무 위임
- 1986년 7월 공업발전법 제23조에 의거 특별법인으로 개편
- 1986년 11월 기계공제조합 설립
- 1987년 3월 부설 인정직업훈련원 설립
- 1990년 9월 훈련원 신축이전(충남 천안시 동남구 병천면 봉항로 73-42)
- 1992년 11월 기계회관 준공(신관)
- 1995년 12월 연합기계할부금융(주) 설립지원
- 1997년 1월 기계산업정보망(KOAMI-NET) 운영
- 1997년 12월 유휴산업설비 정보센터 운영
- 1999년 2월 산업발전법 제38조에 의거 특별법인으로 개편
- 2000년 3월 한국기계산업진흥회로 명칭변경
- 2002년 6월 기계PL상담센터 개설
- 2004년 2월 기계산업연구소 개설
- 2011년 7월 기계산업동반성장진흥재단 설립
- 2012년 10월 기계융복합기술연구조합 설립
- 2013년 5월 ㈜한국기계거래소 설립

## 주요 사업
- 기계산업진흥을 위한 조사연구 및 발간사업
- 기계류․부품․소재의 기술 촉진사업
- 기계류․부품․소재의 수출진흥 및 국제협력사업
- 기계산업의 정보화 및 지식기반화 사업
- 플랜트 수출진흥을 위한 사업
- 기계진흥회관 운영 및 임대사업
- 기계류․부품․소재의 품질보장 및 하자보증에 관한 사항
- 기계산업의 발전을 위해 정부가 위탁 또는 요청하는 사업
- 기계산업 관련 단체 및 기관간 협력에 관한 사항
- 기계산업 및 회원의 이익증진을 위한 사업
- 전시사업(한국기계전(KOMAF), 서울 국제자동화정밀기기전(KOFAS)

## 같이 보기
- 자본재공제조합
- 한국기계산업진흥회 기술교육원
- 기계산업동반성장진흥재단
- 융복합기술연구조합
- ㈜한국기계거래소
- 능력개발지원센터
- 기계산업연구소